# Cuq-Toulza
Cuq-Toulza ist eine französische Gemeinde mit 709 Einwohnern (Stand: 1. Januar 2022) im Département Tarn in der Region Okzitanien (zuvor Midi-Pyrénées). Sie gehört zum Arrondissement Castres und zum Kanton Lavaur-Cocagne (zuvor Kanton Cuq-Toulza).

## Geographie
Cuq-Toulza liegt etwa 29 Kilometer westsüdwestlich von Castres im nördlichen Lauragais am Girou. Umgeben wird Cuq-Toulza von den Nachbargemeinden Algans im Norden, Lacroisille im Osten und Nordosten, Puylaurens im Osten, Péchaudier im Osten und Südosten, Aguts im Südosten, Mouzens und Le Cabanial im Süden, Auriac-sur-Vendinelle im Südwesten, Le Faget im Westen sowie Cambon-lès-Lavaur im Nordwesten.
Durch die Gemeinde führt die Route nationale 126. 

## Bevölkerung
| Jahr                      | 1962 | 1968 | 1975 | 1982 | 1990 | 1999 | 2006 | 2013 |
| Einwohner                 | 637  | 525  | 515  | 517  | 546  | 519  | 572  | 691  |
| Quelle: Cassini und INSEE |      |      |      |      |      |      |      |      |

## Sehenswürdigkeiten
- Kirche